# Tanahmerah
Le tanahmerah (ou tanah merah, sumeri, sumerine) est une langue papoue parlée en Nouvelle-Guinée occidentale en Indonésie.

## Répartition géographique
Les locuteurs du tanahmerah, au nombre de 500 en 1978, habitent le nord de la péninsule de Bomberai, dans la région des fleuves Gondu et Bapai. 

## Classification
Le tanahmerah est un isolat linguistique. Cependant, il fait partie des familles possiblement rattachées, selon Malcolm Ross, à la famille hypothétique des langues de Trans-Nouvelle Guinée. Nordhoff, Haspelmath, Hammarström et Forkel ne valident pas cette hypothèse et le classent comme une langue isolée.

## Sources
- (en) Malcolm Ross, 2005, Pronouns as a preliminary diagnostic for grouping Papuan languages, dans Andrew Pawley, Robert Attenborough, Robin Hide, Jack Golson (éditeurs) Papuan pasts: cultural, linguistic and biological histories of Papuan-speaking peoples, Canberra, Pacific Linguistics. pp. 15–66.